# René Maran
René Maran, född 5 november 1887 på Martinique, död 9 maj 1960, var en fransk författare och journalist. Maran var den första svarta författaren som vann Goncourtpriset, för sin roman Batouala (1921). Tack vare romanen kom han att ses som en föregångare till det intellektuella, litterära avantgardet samt negrituderörelsen.

## Biografi
Maran föddes på Martinique av föräldrar från Guyana, men bodde under sin barndom fyra år i Gabon där hans far arbetade för franska kolonialmakten. 1894 återvände Maran till Frankrike där han gick i skolan. Han läste klart sin skolgång i Bordeaux, innan han anslöt sig till Franska kolonialimperiet. 1910 flyttade han till Bangui i dagens Centralafrikanska republiken, där han var ansvarig för inhemska frågor i territoriet Oubangui-Chari i Franska Ekvatorialafrika. Den positionen hade han mellan 1910 och 1925, och var den enda svarta fransmannen som hade en sådan position.
Baserat på upplevelserna från Oubangui-Chari skrev han romanen Batouala, som gavs ut 1921 på franska, och för vilken han mottog Goncourtpriset. Romanen tog sex år att skriva, samtidigt som han noggrant observerade invånarna och lärde sig deras språk. I bokens förord menar han att de vita européerna lagt en alltför stor börda på de svarta afrikanerna i kolonin. Goncourtpriset blev mycket kontroversiellt i Frankrike, och konservativa kulturkritiker menade att man därmed hade accepterat svart litteratur som del av den västerländska litteraturen. I synnerhet då romanen bara handlar om svarta afrikaner i en afrikansk miljö, utan någon större närvaro av vita européer.
Nyheten att han hade tilldelats priset tog lång tid att nå Maran. Han kom dock med tiden att ses som en föregångare i det litterära och intellektuella avantgardet, liksom till negrituderörelsen. Från sin sida arbetade han aktivt med att översätta och introducera Harlemrenässansen på franska.
Han skrev sju ytterligare verk, bland annat Le Livre de la Brousse (1934), samt självbiografin Un Homme Pareil aux Autres. Därtill beskrev han Afrikas flora och fauna, invånarna och deras problem, och andra liknande spörsmål i olika tidskrifter.